# Wydział Filozofii Katolickiego Uniwersytetu Lubelskiego Jana Pawła II
Wydział Filozofii Katolickiego Uniwersytetu Lubelskiego Jana Pawła II – jeden z wydziałów Katolickiego Uniwersytetu Lubelskiego Jana Pawła II. Ma siedzibę w Lublinie.
Wydział Filozofii, powołany uchwałą Senatu 17 czerwca 1946 r. jako Wydział Filozofii Chrześcijańskiej (przewidziany przez Statut KUL z 1938 r.), którego działalność zainaugurowano 10 listopada 1946 r. W latach 1954–1958 zamiennie posługiwano się nazwami Wydział Filozofii lub Wydział Filozoficzny. Mocą uchwały Senatu KUL z 26 stycznia 1991 r. ustalona została obecna nazwa.

## Historia
Wydział powstał w 1946 r. Wśród wybitnych wykładowców byli: ks. Mieczysław Dybowski, ks. Stanisław Kamiński, o. Mieczysław Albert Krąpiec, ks. Józef Pastuszka, Antoni B. Stępień, ks. Tadeusz Styczeń, Stefan Swieżawski, ks. Karol Wojtyła, s. Zofia Zdybicka.

## Władze Wydziału Filozofii KUL

### Dziekani Wydziału Filozofii
- 1946-1952 – ks. prof. dr hab. Józef Pastuszka
- 1952-1957 – prof. dr hab. Jerzy Kalinowski
- 1957-1958 – prof. dr hab. Czesław Strzeszewski
- 1958-1961 – o. prof. dr hab. Mieczysław A. Krąpiec OP
- 1961-1969 – prof. dr hab. Czesław Strzeszewski
- 1969-1970 – o. prof. dr hab. Mieczysław A. Krąpiec OP
- 1970-1975 – ks. prof. dr hab. Stanisław Kamiński
- 1975-1977 – ks. prof. dr hab. Marian Kurdziałek
- 1977-1979 – ks. prof. dr hab. Stanisław Kamiński
- 1979-1980 – prof. dr hab. Adam Rodziński
- 1980-1981 – ks. prof. dr hab. Zdzisław Chlewiński
- 1981-1986 – ks. prof. dr hab. Stanisław Kamiński
- 1986-1987 – s. prof. dr hab. Zofia J. Zdybicka
- 1987-1990 – prof. dr hab. Antoni B. Stępień
- 1990-1999 – s. prof. dr hab. Zofia J. Zdybicka
- 1999-2008 – prof. dr hab. Stanisław Kiczuk
- 2008-2013 – ks. prof. dr hab. Stanisław Janeczek
- 2013-2015 – o. prof. dr hab. Marcin Tkaczyk
- 2015-2020 – dr hab. Monika Walczak, prof. KUL
- od 2020 – dr hab. Marek Lechniak, prof. KUL

Źródło: KUL – Wydział Filozofii.

### Dziekani w kadencji 2016–2020
- Dziekan: dr hab. Monika Walczak, prof. KUL
- Prodziekan: ks. dr hab. Dariusz Dąbek (od 1 września 2019)
- Prodziekan: dr hab. Piotr Kulicki prof. KUL (do 31 sierpnia 2019)[4]

### Dziekani w kadencji 2020–2024
- Dziekan: dr hab. Marek Lechniak, prof. KUL
- Prodziekan: ks. dr hab. Dariusz Dąbek
- Dyrektor Instytutu Filozofii, Kierownik Studiów Doktoranckich – prof. dr hab. Piotr Kulicki

Źródło: KUL – Wydział Filozofii

## Struktura Wydziału Filozofii

### Instytut Filozofii
Instytut Filozofii, jednostka dydaktyczno-naukowa powstała 1 października 2015 r. w wyniku połączenia Instytutu Filozofii Teoretycznej z Instytutem Filozofii Przyrody i Nauk Przyrodniczych, działająca na Wydziale Filozofii KUL, funkcjonująca w latach 1949–2000 jako Sekcja Filozofii Teoretycznej, w 1957-1984 jako Specjalizacja Filozofii Teoretycznej, a 2000-2015 Instytut Filozofii Teoretycznej.
Kierownikami Sekcji (Specjalizacji) Filozofii Teoretycznej byli: ks. S. Kamiński (1957–1974), A.B. Stępień (1974–1980), s. Z.J. Zdybicka (1980–1984), ks. S. Wielgus (1984–1988), o. E.I. Zieliński (1988–1992), ks. A. Maryniarczyk (1992–2000). Funkcję dyrektora Instytutu Filozofii Teoretycznej pełnili: S. Judycki (2000–2008), P. Kawalec (2008–2012), M. Lechniak (2012–2015). Instytutem Filozofii od początku istnienia do 30 września 2019 r. zarządzał M. Lechniak, a dyrektorem od 1 października 2019 r. jest Piotr Kulicki.
Zgodnie z uchwałą Senatu Akademickiego z 31 stycznia 2013 r. w jednostce nastąpiły zmiany organizacyjne. Zarządzeniem rektora KUL ks. A. Dębińskiego z 12 maja 2014 r. zostały zlikwidowane Katedra Etyki Społecznej i Politycznej (założona w 1993 r.) oraz Katedra Filozofii Boga (istniejąca od 2005 r. i kierowana przez W. F. Dłubacza). W Instytucie Filozofii Przyrody i Nauk Przyrodniczych zniesiono: Katedrę Filozofii Przyrody Nieożywionej, Katedrę Filozofii Kosmologii, Katedrę Relacji między Nauką a Wiarą, Katedrę Biologii Teoretycznej i Katedrę Fizyki Teoretycznej. W skład Instytutu wchodzą następujące katedry:

#### Katedry Instytutu Filozofii (4 maja 2020 r.)
- Katedra Antropologii Filozoficznej i Filozofii Prawa – kierownik: dr hab. Katarzyna Stępień
- Katedra Etyki – kierownik: s. prof. dr hab. Barbara Chyrowicz
- Katedra Filozofii Kultury i Podstaw Retoryki – kierownik: prof. dr hab. Piotr Jaroszyński
- Katedra Filozofii Przyrody i Nauk Przyrodniczych – kierownik: dr hab. Zbigniew Wróblewski prof. KUL
- Katedra Filozofii Religii – kierownik: dr hab. Marek Piwowarczyk prof. KUL
- Katedra Historii Filozofii Nowożytnej i Współczesnej – kierownik: prof. dr hab. Piotr Gutowski
- Katedra Historii Filozofii Starożytnej i Średniowiecznej – kierownik: prof. dr hab. Agnieszka Kijewska
- Katedra Historii Filozofii w Polsce – kierownik: dr hab. Wanda Bajor
- Katedra Logiki – kierownik: o. prof. dr hab. Marcin Tkaczyk
- Katedra Metafizyki – kierownik: ks. dr hab. Tomasz Duma
- Katedra Metodologii Nauk – kierownik: dr hab. Ewa Agnieszka Lekka-Kowalik prof. KUL
- Katedra Podstaw Informatyki – kierownik: prof. dr hab. Piotr Kulicki
- Katedra Teorii Poznania – kierownik: prof. dr hab. Jacek Wojtysiak

Źródło: KUL – Wydział Filozofii

#### Katedry Instytutu Filozofii (1 października 2019 r.)
- Katedra Antropologii Filozoficznej i Filozofii Prawa – kierownik: dr hab. Katarzyna Stępień
- Katedra Etyki – kierownik: ks. dr hab. Alfred Wierzbicki prof. KUL
- Katedra Etyki Szczegółowej – kierownik: s. prof. dr hab. Barbara Chyrowicz
- Katedra Filozofii Kultury i Sztuki – kierownik: prof. dr hab. Piotr Jaroszyński
- Katedra Filozofii Przyrody i Nauk Przyrodniczych (katedra powołana 1 października 2019 r.) – kierownik: dr hab. Zbigniew Wróblewski prof. KUL
- Katedra Filozofii Religii – kierownik: ks. prof. dr hab. Piotr Moskal
- Katedra Historii Filozofii Nowożytnej i Współczesnej – kierownik: prof. dr hab. Piotr Gutowski
- Katedra Historii Filozofii Starożytnej i Średniowiecznej – kierownik: prof. dr hab. Agnieszka Kijewska
- Katedra Historii Filozofii w Polsce – kierownik: dr hab. Wanda Bajor
- Katedra Logiki – kierownik: o. dr hab. Marcin Tkaczyk prof. KUL
- Katedra Metafizyki – kierownik: ks. prof. dr hab. Andrzej Maryniarczyk
- Katedra Metodologii Nauk – kierownik: dr hab. Ewa Agnieszka Lekka-Kowalik prof. KUL
- Katedra Podstaw Informatyki – kierownik: dr hab. Piotr Kulicki prof. KUL
- Katedra Teorii Poznania – kierownik: prof. dr hab. Jacek Wojtysiak
- Katedra Retoryki (od 15 czerwca 2016 r.) – kierownik: dr hab. Paweł Gondek

Źródło: KUL – Wydział Filozofii.

#### Katedry historyczne
- Katedra Historii Kultury Intelektualnej – kierownik: dr hab. Wanda Bajor
- Katedra Dialogu Kultur i Religii (do 30 września 2019 r.) – kierownik: (p.o.) o. dr Krzysztof Modras
- Katedra Filozofii Nauk Przyrodniczych (do 30 września 2019 r.) – kierownik: prof. dr hab. Marian Wnuk
- Katedra Filozofii Przyrody (do 30 września 2019 r.) – kierownik: dr hab. Zbigniew Wróblewski prof. KUL
- Katedra Teorii Kultury i Sztuki – kierownik: dr hab. Ryszard Zajączkowski prof. KUL
- Katedra Teorii Religii i Alternatywnych Ruchów Religijnych (do 30 września 2019 r.) – kierownik: dr hab. Robert Ptaszek prof. KUL[8]

#### Kolegium Międzyobszarowych Indywidualnych Studiów Humanistyczno-Społecznych
Kolegium Międzyobszarowych Indywidualnych Studiów Humanistyczno-Społecznych (Międzyobszarowe Indywidualne Studia Humanistyczno-Społeczne) to międzywydziałowa jednostka dydaktyczna powołana 1 grudnia 2000 r. i podległa rektorowi. Do 12 kwietnia 2012 r. Kolegium funkcjonowało pod nazwą Kolegium Międzywydziałowych Indywidualnych Studiów Humanistycznych. 1 października 2019 r. Kolegium zostało włączone do Wydziału Filozofii KUL.

### Ośrodek Badań nad Myślą Jana Pawła II – Instytut Jana Pawła II
Instytut Jana Pawła II prowadzi studia w szczególności nad następującymi problemami:
- nienaruszalnością ludzkiego życia
- godnością małżeństwa i rodziny
- niezmiennością i powszechnością norm moralnych
- kwestii dotyczącymi etyki społecznej.

Profil działalności Instytutu został zatwierdzonym przez Senat KUL w dniu 24 X 1982 r.
Swoje zadania Instytut realizuje poprzez działalność naukowo-badawczą, naukowo-dydaktyczną, a także wydawniczą. Składają się na nią przede wszystkim: organizowanie specjalnych konwersatoriów i sympozjów, prace archiwalno-dokumentacyjne pontyfikatu, wydawanie kwartalnika "Ethos" oraz innych publikacji, podejmowanie różnych akcji o charakterze formacyjnym.
Władze Instytutu Jana Pawła II stanowią: Zarząd i Rada Naukowa.
W skład Zarządu wchodzą:
- ks. dr hab. Marek Słomka, prof. KUL – od 1 X 2022 r. dyrektor Instytutu,
- dr Tomasz Górka – sekretarz,
- dr Kazimierz Krajewski – członek zarządu.

Prof. dr hab. Tadeusz Styczeń SDS - założyciel i przez blisko 25 lat dyrektor Instytutu, od 1 grudnia 2006 r. pozostawał jako jego Dyrektor Honorowy; zmarł 14 X 2010 r. W latach 2006-2014 funkcję dyrektora sprawował ks. dr hab. Alfred Marek Wierzbicki, natomiast w latach 2014-2022 funkcję tę pełniła dr hab. Agnieszka Lekka-Kowalik, prof. KUL.
Radę Naukową konstytuuje obecnie 27 profesorów, reprezentujących różne ośrodki naukowe w kraju - kard. prof. dr hab. Stanisław Nagy SCJ przewodniczył Radzie przez 25 lat od początku istnienia Instytutu, natomiast z początkiem 2007 r. pełnienie tej funkcji zostało powierzone prof. dr. hab. Andrzejowi Szostkowi MIC, pełnienie której zakończył 30 września 2020 r. Od 1 października 2020 r. przewodniczącym Rady jest o. prof. dr hab. Andrzej Derdziuk OFMCap.

### Ośrodek Historii Kultury w Średniowieczu
Ośrodek Historii Kultury w Średniowieczu, placówka naukowa powstała w 1965 r. jako Międzywydziałowy Zakład Historii Kultury w Średniowieczu, w latach 2006–2010 jako Instytut Historii Kultury w Średniowieczu, utworzona w celu prowadzenia badań nad rękopisami z okresu średniowiecza i wczesnego renesansu, zawieszona w 2015 r. decyzją Senatu Akademickiego.

### Biblioteka Wydziału Filozofii
Biblioteka Wydziału Filozofii KUL, Biblioteka Wydziału Filozofii Chrześcijańskiej, specjalistyczna biblioteka będąca integralną częścią Biblioteki Uniwersyteckiej KUL. Historia Biblioteki Wydziału Filozofii jest ściśle związana z rozwojem strukturalnym i organizacyjnym Wydziału Filozofii Chrześcijańskiej (Wydział Filozofii), który powołano w maju 1946 r. Uroczyste otwarcie wydziału 10 listopada 1946 r. uznaje się także za początek istnienia biblioteki.

## Pracownicy Wydziału Filozofii KUL (dr hab. lub prof. dr hab.)
- Wanda Bajor
- Rafał Charzyński
- Imelda Chłodna-Błach
- Barbara Chyrowicz
- Bożena Czarnecka-Rej
- Wojciech Daszkiewicz
- Dariusz Dąbek
- Tomasz Duma
- Paweł Garbacz
- Anna Głąb
- Paweł Gondek
- Arkadiusz Gudaniec
- Przemysław Gut
- Piotr Gutowski
- Piotr Jaroszyński
- Anna Kawalec
- Paweł Kawalec
- Agnieszka Maria Kijewska
- Jan Kłos
- Monika Komsta
- Robert Kublikowski
- Piotr Kulicki
- Marek Lechniak
- Agnieszka Lekka-Kowalik
- Wojciech Lewandowski
- Artur Mamcarz-Plisiecki
- Anna Palusińska
- Zbigniew Pańpuch
- Piotr Pasterczyk
- Marek Piwowarczyk
- Robert Ptaszek
- Zenon Roskal
- Marek Słomka
- Andrzej Piotr Stefańczyk
- Katarzyna Stępień
- Marcin Tkaczyk
- Robert Trypuz
- Monika Walczak
- Jacek Wojtysiak
- Zbigniew Wróblewski
- Ryszard Zajączkowski

Źródło: KUL – Wydział Filozofii.

### Emerytowani pracownicy Wydziału Filozofii KUL (dr hab. lub prof. dr hab.)
- Andrzej Bronk
- Włodzimierz Dłubacz
- Zdzisław Dywan
- Marian Ciszewski
- Jerzy Gałkowski
- Zygmunt Hajduk
- Stanisław Janeczek
- Henryk Kiereś
- Stanisław Kiczuk
- Kazimierz Krajewski
- Piotr Moskal
- Antoni B. Stępień
- Andrzej Szostek
- Romuald Jakub Weksler-Waszkinel
- Stanisław Wielgus
- Marian Wnuk
- Krzysztof Wroczyński
- Zofia J. Zdybicka
- Józef Zon

Źródło: KUL – Wydział Filozofii.

### Zmarli pracownicy Wydziału Filozofii KUL
- Stanisław Adamczyk
- Ludwik Stefan Borkowski
- Anna Buczek
- Wojciech Chudy
- Jan Czerkawski
- Zdzisław Dywan
- Jerzy Gałkowski
- Mieczysław Gogacz
- Józef Herbut
- Józef Iwanicki
- Franciszek Jakóbczyk
- Jerzy Kalinowski
- Stanisław Kamiński
- Kazimierz Kłósak
- Witold Kopeć
- Antoni Korcik
- Mieczysław A. Krąpiec
- Marian Kurdziałek
- Tadeusz Kwiatkowski
- Piotr Stanisław Kyć
- Stanisław Majdański
- Andrzej Maryniarczyk
- Stanisław Mazierski
- Edmund Morawiec
- Józef Pastuszka
- Idzi Benedykt Radziszewski
- Adam Rodziński
- Ryszard Rubinkiewicz
- Kazimierz Ryczan
- Paweł Sajdek
- Włodzimierz Sedlak
- Władysław Seńko
- Henryk Skrzypek
- Anna Stańczykowska-Piotrowska
- Tadeusz Styczeń
- Stefan Swieżawski
- Marek Szydłowski
- Irena Tarraro-Żebrowska
- Józef Turek
- Karol Wojtyła
- Jacek Woroniecki
- Edward Iwo Zieliński
- Józef Życiński

Źródło: KUL – Wydział Filozofii.

## Kierunki studiów prowadzone na Wydziale Filozofii KUL
Na Wydziale Filozofii KUL prowadzone są unikatowe w polskim systemie kształcenia wyższego studia na kierunkach:
- filozofia – studia I, II i III stopnia,
- kognitywistyka – studia I i II stopnia,
- retoryka stosowana[15] – studia I i II stopnia
- sztuczna inteligencja[16] – studia I stopnia – nowy kierunek od roku akademickiego 2022/2023.

Od 1 października 2019 r. do Wydziału zostało włączone Kolegium Międzyobszarowych Indywidualnych Studiów Humanistyczno-Społecznych. W ramach Kolegium prowadzone są Międzyobszarowe Indywidualne Studia Humanistyczno-Społeczne.
Na Wydziale Filozofii prowadzone są również studia w języku angielskim:
- Applied Anthropology[19] – studia I stopnia – nowy kierunek od roku akademickiego 2019/2020,
- Philosophy[20] BA, Ma, PhD – filozofia; studia I, II i III stopnia,
- John Paul II Philosophical Studies[21] MA – studia filozoficzne Jana Pawła II; studia II stopnia.

## Organizacje studenckie
Na Wydziale Filozofii działają naukowe koła studenckie:
- Koło Filozoficzne Studentów KUL[22]
- Koło Naukowe Studentów Filozofii Przyrody i Nauk Przyrodniczych KUL[23]
- Koło Naukowe Studentów Kognitywistyki KUL[24]
- Koło Naukowe Studentów Kulturoznawstwa KUL[25]
- Koło Naukowe Studentów Retoryki Stosowanej
- Koło Naukowe Studentów MISHuS KUL

Źródło: KUL – Wydział Filozofii.

## Publikacje

### Serie wydawnicze
Na Wydziale Filozofii wydawana jest m.in. Dydaktyka Filozofii – seria wydawnicza ukazująca się od 2010 r. na WF pod auspicjami Sekcji Filozoficznej Wykładowców Uczelni Katolickich przy Konferencji Episkopatu Polski.

### Czasopisma naukowe wydawane na Wydziale Filozofii
Na Wydziale Filozofii KUL wydawane są czasopisma:
- Acta Mediaevalia
- Roczniki Filozoficzne
- Roczniki Kulturoznawcze
- Ethos
- Człowiek w Kulturze
- Scripta Philosophica